# Meraki
Meraki est un fabricant d'équipements réseaux basé à San Francisco. Le terme vient du mot grec moderne μεράκι / meráki : faire quelque chose avec son âme, avec créativité, ou avec amour. Cette entreprise fut fondée par deux étudiants doctorants du Massachusetts Institute of Technology, Sanjit Biswas et John Bicket, fondé sur leur travail sur le projet Roofnet (en).
En novembre 2012, Cisco annonce le rachat de Meraki pour 1,2 milliard de dollars.

## Profil d'entreprise
Meraki a comme investisseur Google et Sequoia Capital. L'organisation démarra à Mountain View, et est maintenant située à San Francisco. Meraki a de nombreux collaborateurs qui ont travaillé sur le projet Roofnet.
La clientèle cible de Meraki est composée d'entreprises, de grands groupes (hôtels etc) et de campus universitaires. De plus, la solution est souvent distribuée par des partenaires be-csp ou ms-csp afin de les installer chez leurs clients comme des TPE et PME. La solution à pour but d'avoir une infrastructure réseau totalement connectée et controlable à distance.

## Produits et Mode de fonctionnement
L'offre de Meraki se découpe en deux parties : un contrôleur hébergé (Cloud / SaaS) et des équipements physiques (hardware) ce qui fait qu'on qualifie la technologie de Cloud Hybride.
Le pivot central du système est son tableau de bord entièrement hébergé par la société (il est appelé Cloud Controller). Le Cloud Controller permet la configuration des équipements pré et post déploiement ce qui réduit considérablement le temps consacré à leur installation et à leur utilisation.
Les avantages de cette technologie en Cloud Hybride sont divers :
- simplification de l'architecture puisque les « contrôleurs » utilisés dans une infrastructure wifi traditionnelle sont ainsi hébergés chez Meraki ce qui évite aux entreprises d'avoir à les maintenir ;
- simplification de l'installation grâce aux bornes plug&play, il suffit juste de les installer pour qu'elles se configurent automatiquement depuis le Cloud Controller
- une gestion centralisée accessible depuis un simple navigateur Internet ;
- les mises à jour gérées directement par le constructeur ;
- une sortie en local du flux Internet. Même si les réglages des bornes sont gérés depuis le Cloud Controller, le flux internet lui sort directement en local depuis la connexion internet.

Les points d'accès Meraki fonctionnent de façon dite maillée (Topologie mesh). Ils basculent donc tout seuls de points d'accès à répéteurs si nécessaire en cas de déconnexion du câble RJ45 par exemple. La technologie Mesh permet aussi d'installer du wifi dans un bâtiment sans avoir à câbler chaque borne. La borne principale sera branchée au LAN et l'Internet sera transmis aux autres bornes par répétition du signal de borne à borne. À noter cependant que chaque répétition fait perdre du débit. Dans un déploiement Mesh, il est ainsi recommandé de ne pas répéter plus de trois ou quatre fois le signal afin d'assurer le maintien d'un bon débit Internet.
La marque dispose de trois gammes de produits:
- WiFi Entreprise 802.11a/b/g/n.

Il est composé de trois points d'accès intérieurs (MR12, MR16 et MR24) et de 3 points d'accès extérieurs (MR58, MR62, MR66).
L'ensemble des fonctionnalités sont entièrement intégrées et incluent entre autres : authentification 802.1x, 15 SSID, NAC, IPS, Portail captif personnalisable, Accès invité, Paiement par carte bancaire, Édition de codes d'accès, Pare-feu L3 et pare-feu nouvelle génération L7 pour le blocage des applications (peer-to-peer, vidéo...), QoS, Restriction de bande passante par type d'applications (vidéo, backup...), Outils de débogage et reboot des APs à distance, Gestion des smartphones (iPhone, Android...) et tablettes (iPad,...).
- Appliances de Sécurité

Composées de cinq modèles (MX60, MX80, MX90, MX400, MX600) pour des besoins de réseaux de 10 à 10 000 utilisateurs.
Les fonctionnalités incluent: VPN site-à-site et VPN client, Optimisation WAN, Contrôle des flux, applications et utilisateurs, agrégation de liens, pare-feu, filtrage URL, Antivirus, Support carte 3G de secours, routage.
- Switches

Elles sont au nombre de quatre, de capacités de 24 ports/1Gb (MS22, MS22P) et 48 ports/10Gb (MS42, MS42P) avec ou sans PoE.
Les fonctionnalités incluent : visibilité centralisée de tous les switches et allocations de ports, test des câbles, alertes automatiques, QoS pour la voix et la vidéo.
La licence Entreprise
Chaque gamme de produit est rattachée à une « licence Entreprise » de 1, 3 ou 5 ans qui donne droit aux services suivants :
- accès au Cloud Controller ;
- accès aux fonctionnalités avancées actuelles et futures ;
- support ;
- maintenance ;
- garantie à vie des Hardwares.